# Víctor Terrazas
Víctor José Terrazas Martínez (* 11. Februar 1983 in Guadalajara, Mexiko) ist ein mexikanischer Profiboxer und ehemaliger WBC-Weltmeister im Superbantamgewicht. 

## Karriere
Víctor Terrazas wurde unter anderem von Fernando Beltran promotet sowie von Jorge Lacierva und Omar Rivera trainiert. Er verlor sein Debüt im März 2003 gegen Adrian Tellez, gewann jedoch einen Rückkampf im Mai 2007. Nach seiner Debütniederlage blieb er in 27 Kämpfen ungeschlagen, ehe er im April 2010 gegen Rendall Munroe unterlag.
Anschließend gewann er wieder zehn Kämpfe in Folge, darunter gegen Nehomar Cermeño und Fernando Montiel. Er konnte daraufhin am 20. April 2013 um den vakanten WBC-Titel im Superbantamgewicht boxen, der von Abner Mares niedergelegt worden war. Terrazas siegte dabei durch eine Split Decision nach Punkten gegen Cristian Mijares, verlor den Gürtel jedoch im ersten Verteidigungskampf am 24. August 2013 durch eine K.-o.-Niederlage an Léo Santa Cruz.
Nachdem er anschließend für fast drei Jahre keinen Kampf mehr bestritten hatte, gab er im Juli 2016 ein Comeback, verlor jedoch im Oktober 2016 durch K. o. gegen Eduardo Hernández. Eine weitere K.-o.-Niederlage erlitt er im Februar 2018 gegen Joseph Diaz. 2019 verlor er zwei weitere Kämpfe.
| Vorgänger   | Amt                                                                         | Nachfolger     |
| ----------- | --------------------------------------------------------------------------- | -------------- |
| Abner Mares | Boxweltmeister im Superbantamgewicht (WBC) 20. April 2013 – 25. August 2013 | Léo Santa Cruz |